# Phlyctaenia minoralis
Phlyctaenia minoralis là một loài bướm đêm trong họ Crambidae.